# Schloss Hollenburg
Das Schloss Hollenburg ist eine denkmalgeschützte Gebäudegruppe im Kremser Stadtteil Hollenburg.

## Geschichte
Der Bankier und spätere Freiherr Johann Jakob von Geymüller ersteigerte im Jahr 1811 die Herrschaft Hollenburg vom kaiserlichen Kameralfonds. Auf diesem Land ließ er in den Jahren 1812 bis 1814 das jetzige Schloss errichten. Dieses Schloss ist bis heute in Familienbesitz geblieben mit dem derzeitigen Besitzer Rudolf Geymüller.

## Baubeschreibung
Am westlichen Ortsrand des Ortsteiles Hollenburg liegt das Schloss an der Bundesstraße, die Gebäudegruppe erstreckt sich an beiden Seiten der Straße. Als im Jahr 1812 mit dem Neubau begonnen wurde, stand an der Nordseite der Straße der alte Freisinger Pflegehof, weshalb die ersten Gebäude auf der Südseite der Straße errichtet wurden. Im Zuge der Erbauung dieser entstanden ein Amtsgebäude an der Straße und zwei zweigeschoßige Gebäudeteile mit einem eingeschoßigen Mittelteil dazwischen. Hinter ihnen wurden im Südosten und Südwesten je ein Hof angelegt, letzterer wird im Süden von einem weiteren Bau abgeschlossen. Nach dem Abbruch des Pflegehofes an der Nordseite der Straße wurde dort das dreigeschoßige Wohngebäude mit neun straßenseitigen Fensterachsen errichtet. Im ersten Stock ist es durch einen gedeckten Übergang mit einem zweigeschoßigen Nebengebäude verbunden. Hinter dem Schloss befindet sich eine große Parkanlage mit einem besonderen Gartenpavillon.